# Trans National Place
O Trans National Place, também conhecido como 115 Winthrop Square, é um arranha-céus planejado para Boston, Massachusetts.
O edifício foi inicialmente desenhado pelo renomado arquiteto italiano Renzo Piano, mas piano deixou o projeto em março de 2007.se for construído, o Trans National Place poderá se tornar o edifício mais alto de Boston, Massachusetts, ultrapassando o John Hancock Tower em 15 andares e 64 metros. Mas a altura oficial ainda não foi divulgada, espera-se que o edifício tenha 75 andares e altura de 304.8 metros até o teto, e uma antena, que elevaria a altura final para 358.1 metros. O desenho da torre também incorpora um jardim no topo, parque e um deck  de observação intitulado "Lookout Farm".
Em maio de 2007, a construção foi prevista para começar em 2008, e a abertura para 2011.